# Park stanowy Amicalola Falls
Park stanowy Amicalola Falls (ang. Amicalola Falls State Park) – park stanowy w amerykańskim stanie Georgia. Leży około pomiędzy miejscowościami Ellijay (hrabstwo Gilmer), Dahlonega (hrabstwo Lumpkin) i Dawsonville w (hrabstwo Dawson), około 100 km na północ od miasta Atlanta. 
Ten leżący na pogórzu południowego krańca Appalachów park, nazywany jest jednym z siedmiu cudów Georgii ze względu na widowiskowy 122 metrowy wodospad. Na terenie parku ma swój początek 13 kilometrowy szlak turystyczny na górę Springer, skąd bierze swój początek 3500 kilometrowy Szlak Appalachów. Wodospad Amicalola w Dawsonville to najwyższy wodospad kaskadowy na wschód od rzeki Mississippi. 

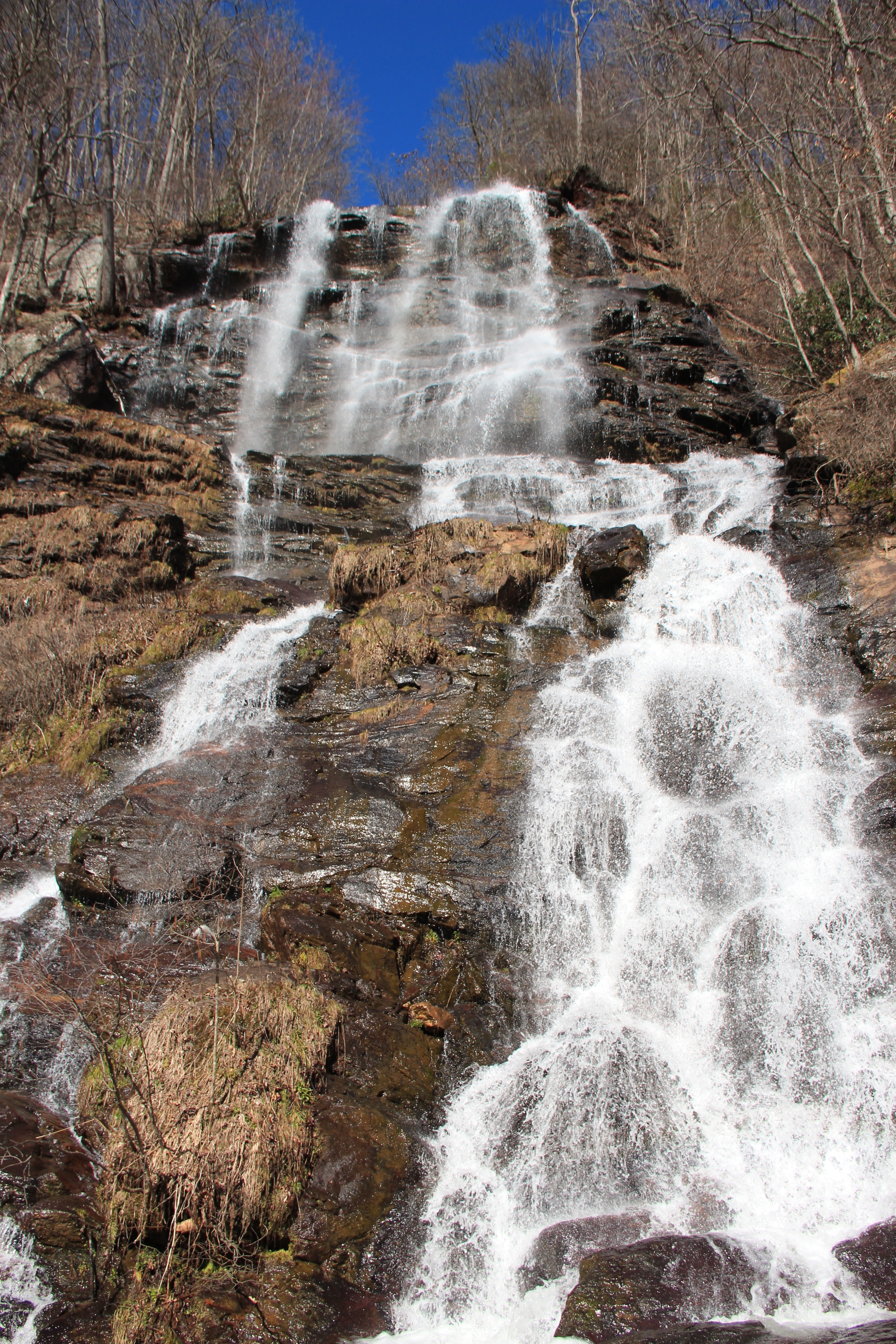
Widok jesienią na wodospad.
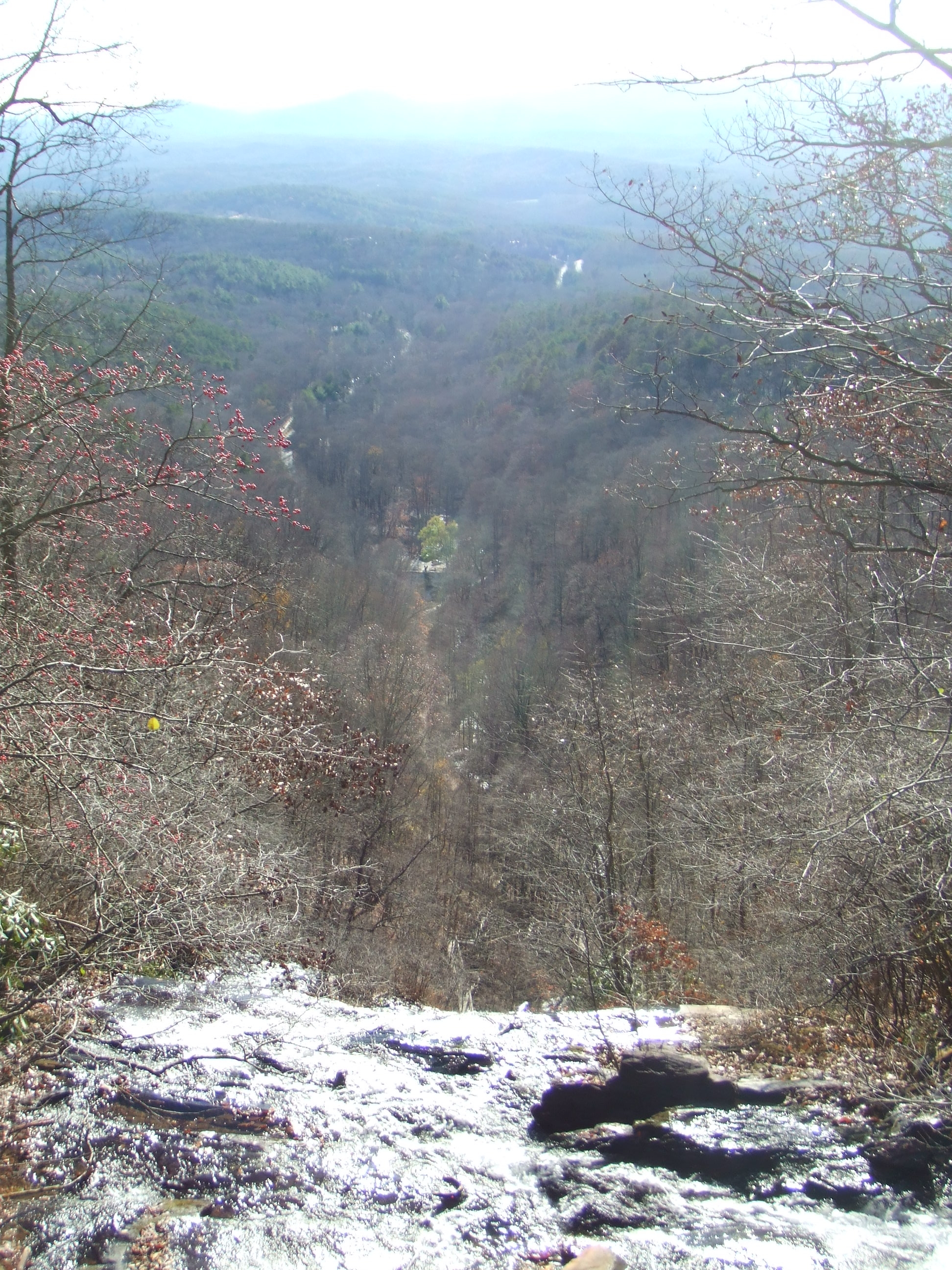
Widok z wierzchołka wodospadu
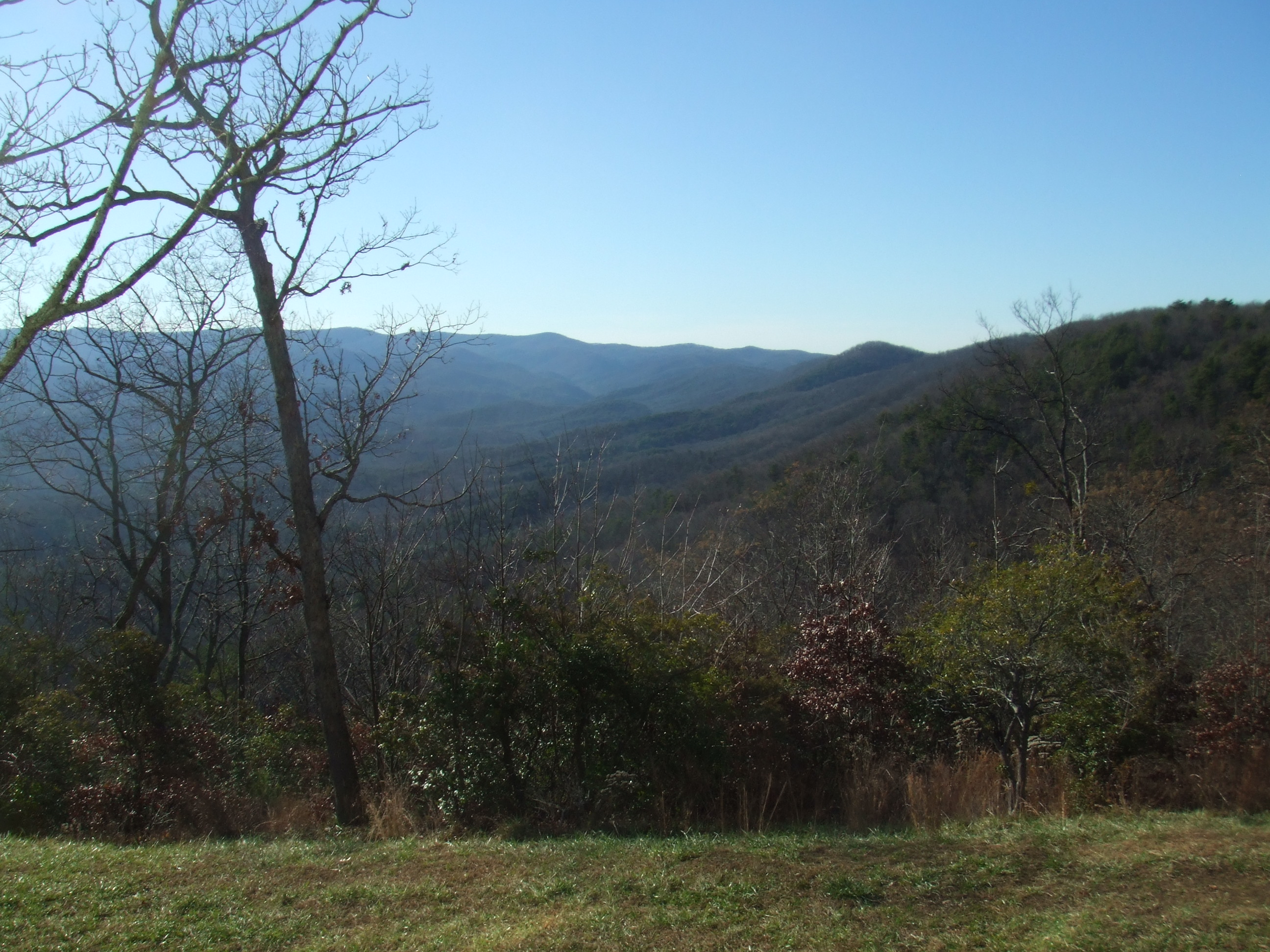
Appalachy
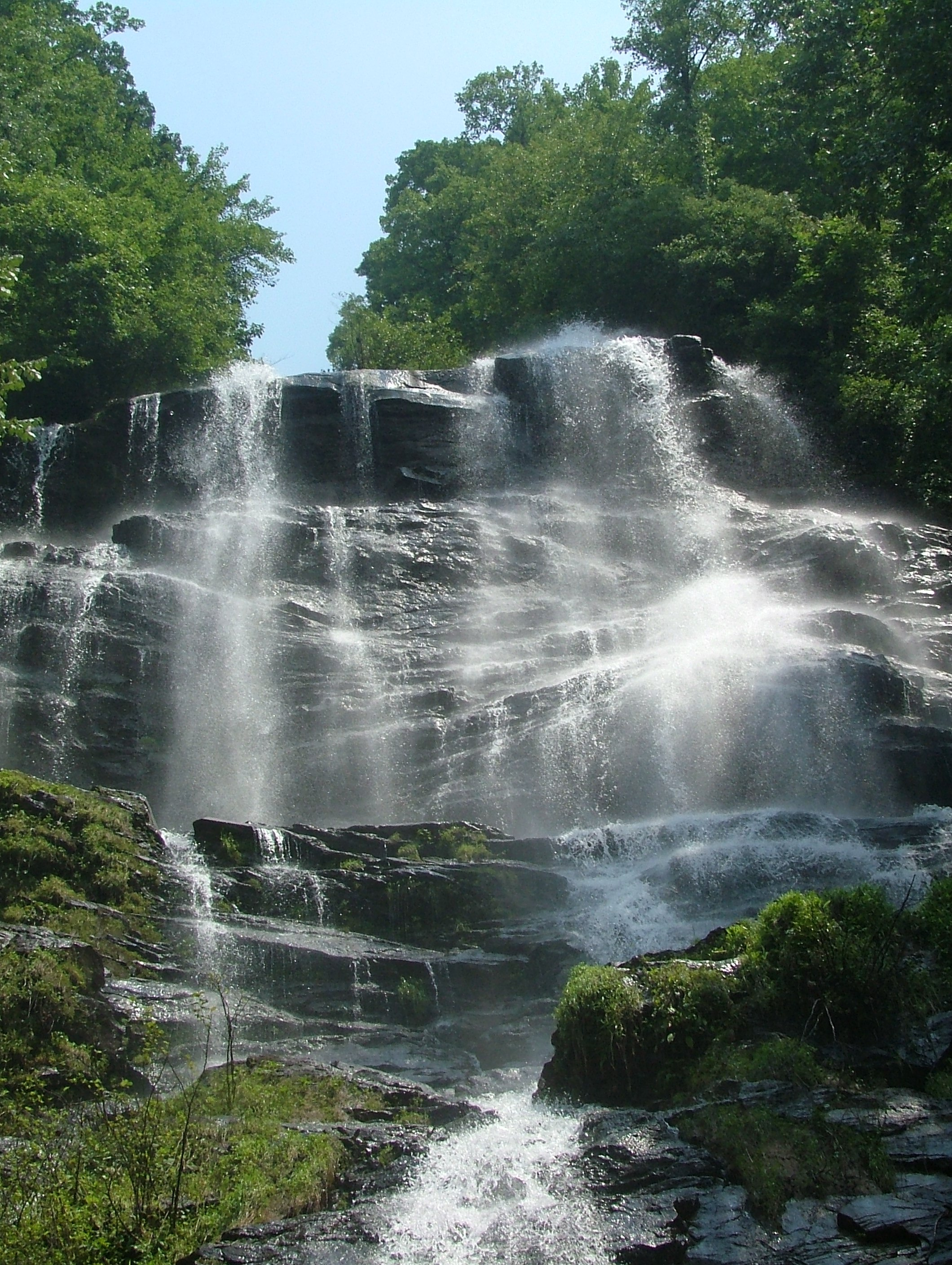
Wodospad latem